# Neotypus angolensis
Neotypus angolensis är en stekelart som beskrevs av Heinrich 1967. Neotypus angolensis ingår i släktet Neotypus och familjen brokparasitsteklar. Inga underarter finns listade i Catalogue of Life.